# Gereformeerde Kerken in Hersteld Verband
De Gereformeerde Kerken in Hersteld Verband is een kerkelijke groepering die bestond tussen 1926 en 1946.
In 1926 ontstond er in de Gereformeerde Kerken in Nederland (in de volksmond "gewoon gereformeerd") een discussie over de interpretatie van de Bijbel. Deze discussie ging over de vraag hoe het tweede en het derde hoofdstuk van het Bijbelboek Genesis precies geïnterpreteerd moesten worden. In dit hoofdstuk aan het begin van de Bijbel wordt het paradijs beschreven, en de manier waarop Adam en Eva door een slang verleid worden. Ds. J.G. Geelkerken en anderen bestreden de opvatting dat deze teksten letterlijk moesten worden opgevat. Door deze 'moderne' Bijbelopvatting en geloofsbeleving werden Geelkerken en zijn medestanders door de Synode van Assen in 1926 gedwongen om de Gereformeerde Kerken te verlaten, of ze verlieten de Gereformeerde Kerken vrijwillig. Geelkerken en de zijnen vormden onder de naam Gereformeerde Kerken in Hersteld Verband een kleine groepering.
Het gereformeerde weekblad Woord en geest dat Geelkerken van 1925 tot 1940 uit liet geven werd breder gelezen dan alleen in de Gereformeerde Kerken in Hersteld Verband.
Bekende predikanten uit deze kring waren ds. Jan Buskes en ds. Leendert Overduin. In 1946 voegde de groepering zich bij de Nederlandse Hervormde Kerk. Het vonnis over Geelkerken werd in 1967 - in een periode dat de Gereformeerde Kerken in Nederland een proces van verandering doormaakten - door de Gereformeerde Kerken in Nederland herroepen.

## Naamsverwarring
In 2005 ontstond het kerkgenootschap de Gereformeerde Kerken in Nederland (hersteld) uit een afsplitsing van de Gereformeerde Kerken vrijgemaakt. Dit is een ander kerkgenootschap, al was het maar dat deze Gereformeerde kerken in Nederland (hersteld) een afsplitsing vormen aan de rechterzijde van de Gereformeerde kerken Vrijgemaakt na de vrijmaking, terwijl de Gereformeerde Kerken in Hersteld Verband een afsplitsing vormden ter linker zijde van de Gereformeerde kerken in Nederland van voor de vrijmaking.